# Peine de mort à Taïwan
Ne doit pas être confondu avec Peine de mort en République populaire de Chine.

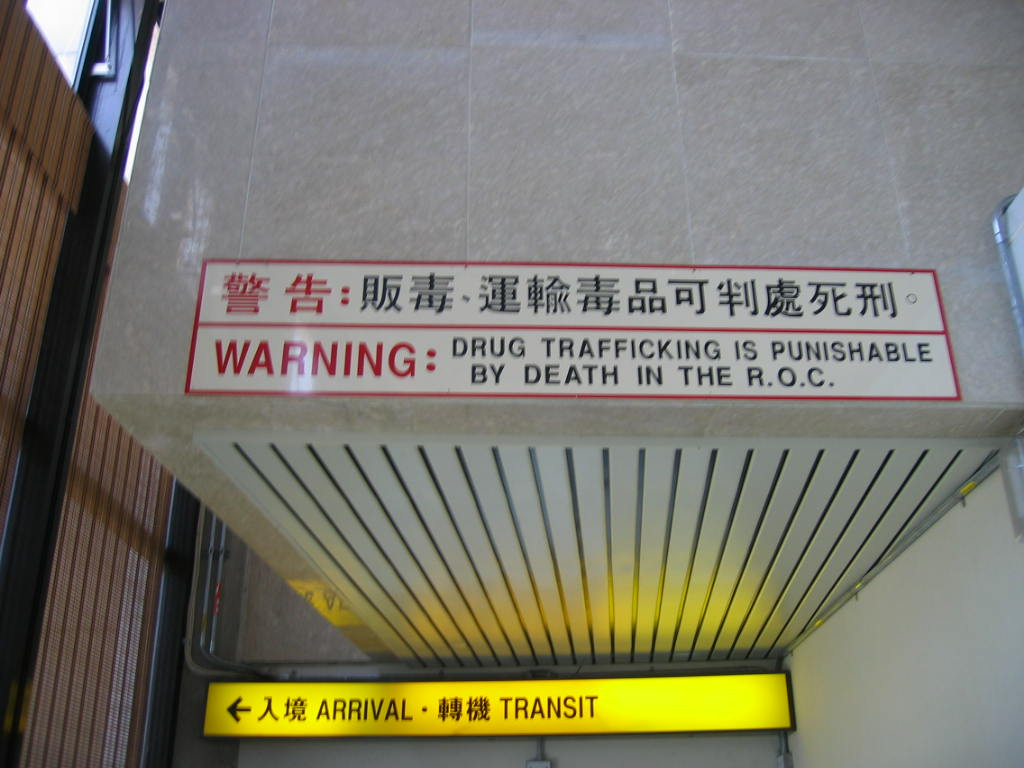
CKS Airport drugs sign.

La peine de mort à Taiwan constitue le châtiment suprême dans ce pays, elle s'exécute par balle. Bien que la loi prévoie la possibilité d'employer l'injection létale, elle n'a encore jamais été appliquée.

## Procédure et historique
La loi prévoit la peine de mort pour un grand nombre d'infractions, y compris le trafic de drogue et l'enlèvement. En pratique la peine de mort s'applique pour les cas les plus graves comme le meurtre.
Les condamnations à mort doivent être approuvées par la Cour suprême avant d'être transmises au ministre de la Justice afin qu'il décide de signer l'ordre d'exécution. Le droit de grâce appartient au président de la République.
Les condamnés sont avertis peu de temps avant leur exécution qui est annoncée ensuite aux médias. Souvent des photographes, perchés sur des immeubles près de l'une des prisons où ont lieu les exécutions, parviennent à prendre des photos des condamnés à mort alors qu'on les escorte là où ils vont être exécutés par une balle unique.
Taïwan a pratiqué très largement la peine de mort jusqu'à la fin des années 1990, avec plusieurs dizaines d'exécutions annuelles. Par la suite, le nombre d'exécutions a progressivement diminué.

## Actualité récente et exécutions
Alors que les dernières exécutions dans ce pays dataient de décembre 2005, un scandale a éclaté en mars 2010 lorsque la ministre de la justice de l'époque, Wang Ching-feng, avait annoncé qu'elle était abolitionniste et ne signerait aucun ordre d'exécution. À la suite du tollé provoqué par ces déclarations face à une opinion publique largement favorable à la peine de mort (74 % y sont favorables, 12 % y sont opposés), la ministre a été contrainte à démissionner et a été remplacée par Tseng Yung-fu. Ce dernier, comme l'actuel président de Taiwan Ma Ying-jeou, estime que si l'île a vocation à abolir la peine de mort un jour suivant la « tendance internationale », cette abolition ne peut avoir lieu que graduellement, à la suite d'un consensus national et sans que cela n'affecte l'exécution des condamnés ayant épuisé le processus judiciaire.
Après sa nomination, Tseng Yung-fu a participé à une série de débats publics organisés par l'État sur le thème de la peine de mort puis le 30 avril 2010, il a annoncé avoir fait procéder à l'exécution de quatre condamnés. Ces exécutions ont mis fin a un moratoire de facto de quatre ans et demi. 
Cinq nouvelles exécutions ont eu lieu le 4 mars 2011. Trois des condamnés avaient choisi de faire don de leurs organes. Ces exécutions interviennent après la révélation qu'un militaire exécuté dans les années 1990 était en fait innocent. Le ministère a également annoncé son intention de supprimer certains crimes passibles de la peine de mort tombés en désuétude, comme l'enlèvement. 39 condamnés se trouvent dans les couloirs de la mort taïwanais en décembre 2019.
Les six exécutions supplémentaires de 2012 ont fait suite à la colère publique provoquée par le meurtre d'un enfant commis par un jeune chômeur croyant qu'il échapperait à la peine de mort et « aurait des repas gratuits en prison ». Les exécutions ont été applaudies par le président du Yuan de contrôle, partisan de la peine de mort selon lequel le gouvernement doit passer outre aux pressions internationales contre la peine de mort.

### Exécutions depuis 2010
| Criminel          | Date             | Méthode(s)          | Crime(s)                                                                                            | Présidence   |
| ----------------- | ---------------- | ------------------- | --------------------------------------------------------------------------------------------------- | ------------ |
| Chang Wen-wei     | 30 avril 2010    | Peloton d'exécution | Meurtre en ? d'une adolescente de seize ans après l'avoir violée.                                   | Ma Ying-jeou |
| Ko Shih-ming      | 30 avril 2010    | Peloton d'exécution | Meurtre en ? de deux personnes.                                                                     | Ma Ying-jeou |
| Chang Wei-long    | 30 avril 2010    | Peloton d'exécution | Meurtre en ? d'une fillette de sept ans lors d'une prise d'otage.                                   | Ma Ying-jeou |
| Hong Chen-yao     | 30 avril 2010    | Peloton d'exécution | Meurtre en ? de trois personnes                                                                     | Ma Ying-jeou |
| Kuan Chung-yan    | 4 mars 2011      | Peloton d'exécution | Meurtre en ? de sept personnes.                                                                     | Ma Ying-jeou |
| Chung Teh-chu     | 4 mars 2011      | Peloton d'exécution | Meurtre en ? de trois personnes.                                                                    | Ma Ying-jeou |
| Wang Chih-huang   | 4 mars 2011      | Peloton d'exécution | Meurtre en ? de deux personnes.                                                                     | Ma Ying-jeou |
| Wang Kuo-hua      | 4 mars 2011      | Peloton d'exécution | Meurtre en ? d'une jeune femme après l'avoir violée.                                                | Ma Ying-jeou |
| Chuang Tien-chu   | 4 mars 2011      | Peloton d'exécution | Meurtres en ? de quatre personnes.                                                                  | Ma Ying-jeou |
| Chen Chin-huo     | 21 décembre 2012 | Peloton d'exécution | Meurtre en ? d'une jeune femme, acte de nécrophagie.                                                | Ma Ying-jeou |
| Kwang Teh-chiang  | 21 décembre 2012 | Peloton d'exécution | Meurtre en ? d'une jeune femme, acte de nécrophagie.                                                | Ma Ying-jeou |
| Tseng Si-ru       | 21 décembre 2012 | Peloton d'exécution | Meurtre en ? d'une jeune femme lors d'un cambriolage.                                               | Ma Ying-jeou |
| Huang Hsien-cheng | 21 décembre 2012 | Peloton d'exécution | Meurtre en ? de son beaux-père et de ses trois enfants en incendiant leur maison.                   | Ma Ying-jeou |
| Tai Te-ying       | 21 décembre 2012 | Peloton d'exécution | Meurtre en ? de son beaux-père en le poignardant.                                                   | Ma Ying-jeou |
| Huang Hsien-cheng | 21 décembre 2012 | Peloton d'exécution | Meurtre en ? de deux homme alors qu'il était déjà emprisonné pour meurtre.                          | Ma Ying-jeou |
| Chen Tung-Jung    | 19 avril 2013    | Peloton d'exécution | Meurtre en ?.                                                                                       | Ma Ying-jeou |
| Chen Jui-Chin     | 19 avril 2013    | Peloton d'exécution | Meurtre en ?.                                                                                       | Ma Ying-jeou |
| Lin Chin-Te       | 19 avril 2013    | Peloton d'exécution | Meurtre en ?.                                                                                       | Ma Ying-jeou |
| Chang Pao-Hui     | 19 avril 2013    | Peloton d'exécution | Meurtre en ?.                                                                                       | Ma Ying-jeou |
| Li Chia Hsuan     | 19 avril 2013    | Peloton d'exécution | Meurtre en ?.                                                                                       | Ma Ying-jeou |
| Chi Chun-I        | 19 avril 2013    | Peloton d'exécution | Meurtre en ?.                                                                                       | Ma Ying-jeou |
| Tai Wen-ching     | 29 avril 2014    | Peloton d'exécution | Meurtre en 2002 d'un chauffeur de taxi.                                                             | Ma Ying-jeou |
| Teng Kuo-liang    | 29 avril 2014    | Peloton d'exécution | Meurtre en 2009 d'une femme et de son fils.                                                         | Ma Ying-jeou |
| Liu Yen-kuo       | 29 avril 2014    | Peloton d'exécution | Meurtre en 1997 d'un policier lors d'un cambriolage.                                                | Ma Ying-jeou |
| Tu Ming-hsiung    | 29 avril 2014    | Peloton d'exécution | Meurtre en 2001 de cinq personnes                                                                   | Ma Ying-jeou |
| Tu Ming-liang     | 29 avril 2014    | Peloton d'exécution | Meurtre en 2001 de cinq personnes.                                                                  | Ma Ying-jeou |
| Huang Chu-wang    | 5 juin 2015      | Peloton d'exécution | Meurtre en ?.                                                                                       | Ma Ying-jeou |
| Wang Yu-lung      | 5 juin 2015      | Peloton d'exécution | Meurtre en ?.                                                                                       | Ma Ying-jeou |
| Wang Chun-chin    | 5 juin 2015      | Peloton d'exécution | Meurtre en ?.                                                                                       | Ma Ying-jeou |
| Tsao Tien-shou    | 5 juin 2015      | Peloton d'exécution | Meurtre en ?.                                                                                       | Ma Ying-jeou |
| Wang Hsiu-fang    | 5 juin 2015      | Peloton d'exécution | Meurtre en ?.                                                                                       | Ma Ying-jeou |
| Cheng Chin-wen    | 5 juin 2015      | Peloton d'exécution | Meurtre en ?.                                                                                       | Ma Ying-jeou |
| Cheng Chieh       | 10 mai 2016      | Peloton d'exécution | Meurtre en 2014 de quatre personnes, choisis au hasard dans le métro de Taipei.                     | Ma Ying-jeou |
| Lee Hung-chi      | 31 août 2018     | Peloton d'exécution | Meurtre en 2014 de son ex-femme en la poignardant.                                                  | Tsai Ing-wen |
| Weng Jen-hsien    | 1er avril 2020   | Peloton d'exécution | Meurtre de six membres de sa famille lors de l'incendie volontaire de sa maison, le 7 février 2016. | Tsai Ing-wen |